# Cúmplice
Cúmplice, em Direito Penal, é quem por qualquer meio auxilia o autor ou toma parte na execução de um fato ilícito tipificado na lei penal; e que assim é também a pessoa responsável penal pelo crime ou falta, não por haver sido o autor do mesmo, mas por ter apoiado ou colaborado na execução do fato criminoso com atos anteriores ou simultâneos à sua prática.
Hoje, não prevalece a distinção entre autor e cúmplice, no sentido de colaboração principal e secundária, respectivamente. Todos os que concorrem para a infração penal são autores, vale dizer coautores.
A figura do cúmplice aparece em todos os ordenamentos jurídicos, embora possa ser tratada de forma diferenciada e pode haver variações sobre as diversas formas de cumplicidade. Neste sentido, tem-se por vezes uma distinção entre:
- Colaborador necessário: aquele que colabora com a execução do crime com um ato sem o qual este não se realizaria.
- Cúmplice propriamente dito: aquele que colabora com a execução do crime, e mesmo sem a sua colaboração o crime poderia ter sido concretizado de qualquer maneira.

Às vezes, as penas para cada um destes tipos de cúmplice são distintas, assimilando-se a colaboração necessária à figura do autor. O cúmplice, entretanto, muitas vezes tem uma pena atenuada.